# Annemarie Schulz (Tischtennisspielerin)
Annemarie Schulz (* vor 1927) ist eine ehemalige deutsche Tischtennisspielerin, die vor, während und nach dem Zweiten Weltkrieg aktiv war.
Annemarie Schulz war zunächst – seit 1927 – im Tennissport aktiv, im Winter 1928/29 kam sie zum Tischtennis. Sie spielte beim Tennis-Club Grunewald, danach bei der BSG Osram Berlin. Zunächst startete sie erfolgreich bei Berliner Turnieren, seit 1932 trat sie auch international auf. Sie nahm an drei Weltmeisterschaften teil. Ihren Lebensunterhalt verdiente sie in einem Modesalon, den sie in Berlin-Wilmersdorf betrieb.
1936 und 1937 wurde sie zu fünf Länderkämpfen eingeladen. In der nationalen Rangliste belegte sie 1937 Rang drei.

## Erfolge
- Teilnahme an 3 Tischtennisweltmeisterschaften
  - 1933 in Baden bei Wien: Viertelfinale im Einzel, 3. Platz Doppel (mit Anita Felguth), 3. Platz Mixed (mit Nikita Madjaroglou)
  - 1936 in Prag: 3. Platz Mixed (mit Helmut Ulrich), 2. Platz mit deutscher Mannschaft
  - 1937 in Baden bei Wien: 3. Platz Doppel (mit Marie Kettnerová, TCH), 2. Platz mit deutscher Mannschaft

- Nationale deutsche Meisterschaften[2][3][4]
  - 1933 in Hamburg: 3. Platz Einzel
  - 1937 in Berlin: 3. Platz Einzel
  - 1939 in Frankfurt/Main: 3. Platz Einzel
  - 1940 in Baden bei Wien: 3. Platz Einzel, 3. Platz Doppel (mit Erika Richter), 2. Platz Mixed (mit Erich Hochenegger)
  - 1941 in Dresden: 2. Platz Doppel (mit Erika Richter), 2. Platz Mixed (mit Erich Hochenegger)
  - 1948 in Göttingen: 3. Platz Doppel (mit Mona Mueck)

- Internationale Meisterschaften[4]
  - 1933 in Berlin: 2. Platz Mixed (mit Nikita Madjaroglou)
  - 1937 in Berlin: 3. Platz Mixed (mit Erwin Münchow)
  - 1939 in Brandenburg: 3. Platz Doppel (mit Erika Richter), 3. Platz Mixed (mit Götz Meschede)

- Deutsche Mannschaftsmeisterschaften mit BSG Osram Berlin[4]
  - 1936 in Erfurt: 1. Platz
  - 1938 in Berlin: 1. Platz

- Gaumeisterschaften
  - 1933 in Hamburg: 1. Platz (mit Berlin)
  - 1934 in Braunschweig: 1. Platz (mit Brandenburg)
  - 1936 in Gelsenkirchen: 1. Platz (mit Brandenburg)

## Turnierergebnisse
| Verband | Veranstaltung     | Jahr | Ort   | Land | Einzel        | Doppel        | Mixed      | Team |
| ------- | ----------------- | ---- | ----- | ---- | ------------- | ------------- | ---------- | ---- |
| GER     | Weltmeisterschaft | 1937 | Baden | AUT  | letzte 32     | Halbfinale    | letzte 64  | 2    |
| GER     | Weltmeisterschaft | 1936 | Prag  | TCH  | letzte 64     | Viertelfinale | Halbfinale | 2    |
| GER     | Weltmeisterschaft | 1933 | Baden | AUT  | Viertelfinale | Halbfinale    | Halbfinale |      |